# Leonilda González
Leonilda González   (Minuano, 2 de febrer de 1923 - Montevideo, 4 de gener de 2017) va ser una pintora, dibuixant i gravadora uruguaiana, fundadora del Club de Gravat de Montevideo.
La seva obra es troba representada al Museu Juan Manuel Blanes i el Museu Nacional d'Arts Visuals (MNAV), així com en col·leccions privades d'Uruguai i altres països. En 2006 va ser reconeguda amb el Premi Figari per la seva trajectòria.

## Biografia
El 1943, Leonilda González va ingressar a l'Escola Nacional de Belles Arts (UdelaR), on es va formar junt amb Miguel Ángel Pareja, Ricardo Aguerre i José María Pagani. En 1949 va ser enviada a Europa en missió oficial per continuar la seva formació a París, amb André Lhote i Fernand Léger.
Va estar casada amb Carlos Fossatti, també artista gravador i membre del Club del Gravat, durant sis anys.
Va participar sovint en els salons del Club de Gravat de Montevideo i en les mostres col·lectives de la Unió d'Artistes Plàstics Contemporanis. Va exposar la seva obra individualment tant a nivell nacional com a nivell internacional a Buenos Aires, l'Havana, Panamà, Puerto Rico, Brasil i altres. Va entaular contacte amb artistes gràfics de països socialistes, sent delegada en el Simposi d'Arts Gràfiques d'Intergrafik de Berlín el 1967.
Durant la seva carrera va obtenir diversos reconeixements i distincions, entre els quals es cuals es troben: Premi Adquisició del Saló Municipal de Montevideo el 1957 i 1967, Premi El Mundo del primer certamen llatinoamericà de xilografia de la Galeria Plàstica de Buenos Aires, Primer premi de xilografia atorgat per Casa de les Amèriques a l'Havana, Premi del Galpón (teatre) per la seva xilografia Novias revolucionarias, III, entre d'altres. El 2006 se li va atorgar el Premi Figari com a reconeixement integral a la seva trajectòria, exposant a la Sala Figari a la Ciutat Vella, editant un catàleg de l'exposició.
Es va destacar en dibuix, pintura i xilografia, tècnica de la qual va dictar nombrosos cursos i tallers, encara que a causa de problemes de visió, es va dedicar en els últims anys a la tècnica del pastel, però sense deixar d'ensenyar la tècnica xilogràfica al seu taller particular a Montevideo.

## La seva obra
La seva obra és majorment figurativa, sovint costumista, desenvolupant diverses temàtiques en forma de sèrie, com la de les Novias revolucionarias que inicia el 1968 com un manifest de protesta irònica contra el matrimoni concebut com una pèrdua de llibertat, i es convertiria en l'època de la dictadura a símbol de protesta. Les dones soles i l'estètica del gravat associada a períodes determinats de la cultura i de país, al·ludien en l'imaginari local, a mares i núvies amb fills o marits presos, exiliats o desapareguts que van convertir aquests gravats en un símbol de resistència.
En el llibre Títeres es recopilen les seves xilografies, i en el llibre Esta soy yo (1994), publica la seva autobiografia. Més tard, el 2011, publica un segon llibre autobiogràfic, La carpeta negra, on relata la seva vida durant l'exili.
Va morir als 93 anys a Montevideo.

## El Club del Gravat de Montevideo
En 1953, junt amb Nicolás Loureiro, Susana Turiansky i altres artistes fundar el Club del Gravat de Montevideo, amb la finalitat de difondre i democratitzar l'accés a l'art mitjançant tècniques gràfiques que permeten reproduir obres en grans tiratges a baix cost. González es va exercir com a docent de xilografia i va participar activament en les edicions, exposicions i salons de gravat d'aquesta entitat, de la qual va ser membre del consell directiu des de 1953 fins que va abandonar el país durant la dictadura cívic-militar el 1976. Durant el seu exili, entre 1976 i 1986, va viure primer al Perú i després a Mèxic, representant al Club del Gravat a l'exterior en els seus viatges per diversos països d'Amèrica Llatina.